# Sun City
«Sun City» — песня протеста, написанная Стивеном Ван Зандтом в 1985 году. Песня была записана объединением музыкантов Artists United Against Apartheid для выражения их несогласия с политикой апартеида, проводимой правительством Южной Африки. В её тексте отмечалось, что все задействованные в ней артисты впредь откажутся выступать в Сан-Сити, курорте, расположенном в бантустане Бопутатсвана, одном из ряда международно-непризнанных государств, искусственно созданных правительством Южной Африки для насильственного переселения чернокожего населения.

## Запись
Стивен Ван Зандт хотел написать песню о курорте-казино Сан-Сити в Южной Африке, чтобы провести параллели с бедственным положением коренных американцев. Журналист ABC News 20/20 Дэнни Шехтер, предложил, чтобы песня была чем-то вроде «We Are the World», однако «песней об изменениях, а не о благотворительности, о свободе, а не о голоде».
Шехтер предложил Ван Зандту включить в песню имена артистов выступавших в Сан-Сити вопреки культурному бойкоту, санкционированному Организацией Объединённых Наций. «В тот момент, вероятно, в моей голове всё ещё крутились разоблачения консервативных африканцев, произошедшие в телепередаче „20/20“ 15 годами ранее» — вспоминал Шехтер.
Имена конкретных исполнителей, которые выступали в Сан-Сити, фигурировали в демоверсии песни, однако были убраны из её финального варианта. Пол Саймон отказался участвовать в проекте, так как счёл, что такой список неуместным: «Вы должны дать людям шанс оправдаться: „Зря я это сделал“». Среди фигурировавших в списке была подруга музыканта — Линда Ронстадт. Саймон защищал девушку: «Я знаю, что в её намерения никогда не входила поддержка тамошнего правительство… Она совершила ошибку. Она чрезвычайно либеральна в своем политическом мышлении и, несомненно, выступает против апартеида». Ещё одной, косвенной, причиной для отказа стал предстоящий альбом музыканта, Graceland, (записанный в Южной Африке и выпущенный годом позже), который, как он считал, станет его «собственным высказыванием» на эту тему. Ронстадт выступила на нём в качестве гостевого вокалиста.
Закончив «Sun City» Ван Зандт, вместе с Бейкером и Шехтером, потратил несколько месяцев на поиск артистов для её записи (так как изначально планировалось привлечение большого количества звёзд). Первоначально музыкант не хотел приглашать Брюса Спрингстина, не желая злоупотреблять их дружбой, но Шехтер сделал это за него; Спрингстин принял приглашение. У Ван Зандта также были сомнения по поводу приглашения звезды джаза Майлза Дэвиса — с ним также связался Шехтер, после небольших уговоров Дэвис согласился. В конечный список артистов вошли: DJ Kool Herc, Мелле Мел, The Fat Boys, Рубен Блейдс, Боб Дилан, Херби Хэнкок, Ринго Старр и его сын Зак Старки, Лу Рид, Run-DMC, Питер Гэбриел, Дэвид Раффин, Эдди Кендрикс, Дарлин Лав, Бобби Уомак, Африка Бамбаатаа, Кёртис Блоу, Джексон Браун и Дэрил Ханна (его девушка в то время), Боно, Джордж Клинтон, Кит Ричардс, Ронни Вуд, Питер Вольф, Бонни Райт, Дэрил Холл и Джон Оутс, Джимми Клифф, Big Youth, Майкл Монро, Питер Гаррет, Рон Картер, Рэй Барретто, Гил Скотт-Херон, Кашиф, Нона Хендрикс, Пит Таунсенд, Пэт Бенатар, Кларенс Клемонс, Стив Баторс и Джоуи Рамон.

## Содержание
Мелодия песни сочетает в себе элементы хип-хопа (который в то время только начинал набирать популярность), R&B и хард-рока. Основной хук песни — последовательные голоса нескольких артистов, выкрикивающих «Я, я, я, я, я, я», после чего все разом подхватывают фразу: «Не буду выступать в Сан-Сити!».
Для песни было снято музыкальное видео, режиссёром которого выступил Джонатан Демме (при поддержке Godley & Creme в качестве продюсеров).

## Отзывы критиков
В обзоре сингла журналом Billboard отмечалось, что он «демонстрирует ошеломляющий подбор звёздных голосов, а стремительный урбанический / танцевальный темп не действует в ущерб серьёзной тематике текста».
«Sun City» достиг 38-го места в чарте Billboard Hot 100 в декабре 1985 года (и 42-го места в Cash Box). Только около половины американских радиостанций поставили песню в эфир. Некоторые радиостанции были возмущены критикой политики «конструктивного взаимодействия» президента США Рональда Рейгана, в частности, в строчке «Наше правительство говорит нам / Мы делаем все возможное / Конструктивное взаимодействие — это / план Рональда Рейгана» спетой Джорджем Клинтоном и Джоуи Рамоном (Рамон также выразил открытое недовольство и критику в адрес президента в песне Ramones «Bonzo Goes to Bitburg»). В период апартеида «Sun City» была запрещена на территории Южной Африки.
Сингл был более успешен в других странах: отметившись на 21-м месте в чарте Великобритании, 8-м в чарте Ирландии, а также 4-м — в хит-парадах Австралии и Новой Зеландии. Помимо этого он вошёл в Top-5 чартов Швеции, Бельгии и Нидерландах, а также отметился в Top-10 хит-парада Канады (в декабре 1985 года и январе 1986-го).
«Sun City» был назван «Записью года» в ежегодном опросе среди критиков, Pazz & Jop, организованным газетой The Village Voice.

### Документальный фильм
Ван Зандт и Шехтер также пытались продвигать сопутствующий синглу документальный фильм «The Making of Sun City». Однако, служба общественного вещания (PBS) отказалась транслировать некоммерческую ленту, несмотря на то, что в 1986 году она получила высшую награду Международной ассоциации документального кино. Представители PBS заявили, что в создании фильма участвовали известные музыканты — поэтому усмотрели в нём «саморекламу». В 1987 году WNYC-TV, нью-йоркская общественная телевизионная станция, показала обновленную версию документального фильма, подготовленную режиссёром Биллом Лихтенштейном вместе с Шехтером. В фильм вошла свежая информация о Сан-Сити и борьбе с апартеидом, а также об успехе музыкального видео «Sun City». После показа документального фильма, WNYC-TV сделала его доступным для трансляции по системе PBS для общественных телевизионных станций по всей стране.

### Влияние
Премьера сингла состоялась в Организации Объединённых Наций с подачи Специального комитета против апартеида и сотрудникам ООН, таким как Араселли Сантана. Благодаря синглу удалось собрать более 1 миллиона долларов для проектов, направленных против апартеида. Однако этот показатель меркнет на фоне финансового успеха «We Are the World».
По словам Шехтера, Оливер Тамбо и школа ANC в Танзании «были очень рады, когда мы выписали им чек на большую сумму [с собранными деньгами]».
«Sun City» вдохновил музыканта из Южной Африки, Джонни Клегга, на создание местной организации, подобной Artists United Against Apartheid Ван Зандта. Сингл также стал катализатором телесериала «Южная Африка сейчас» (South Africa Now), выходившего в 1988—1991 годах.
В настоящее время песня редко звучит на радио, так как политика апартеида в Южной Африке была законодательно запрещена в 1994 году (и теперь песня стала не актуальна).